# Bahnstrecke Lunéville–Saint-Dié
| ehem. Bahnhof Saint Michel-sur-Meurthe, um 1900 |                      |                                                            |                                                            |
| Streckennummer (SNCF): | 068 000; 23 (1962)   |                                                            |                                                            |
| Streckenlänge: | 49,7 km              |                                                            |                                                            |
| Spurweite: | 1435 mm (Normalspur) |                                                            |                                                            |
| Stromsystem: | 25 kV 50 Hz ~        |                                                            |                                                            |
| Maximale Neigung: | 7 ‰                  |                                                            |                                                            |
| |                      |                                                            |                                                            |
| \| \| \| Bahnstrecke Paris–Strasbourg \| von Paris-Est \| \| \| 385,2 \| Lunéville \| 230 m \| \| \| \| Bahnstrecke Lunéville–Blâmont–Badonviller nach Herbéviller \| \| \| \| \| Bahnstrecke Paris–Strasbourg nach Strasbourg \| \| \| \| 387,8 \| Moncel-lès-Lunéville \| 237 m \| \| \| 389,3 \| RN 333 \| RN 333 \| \| \| 395,8 \| Saint-Clément-Laronxe \| 251 m \| \| \| 398,1 \| Chenevières \| 256 m \| \| \| 400,6 \| Ménil-Flin \| 259 m \| \| \| 403,7 \| Azerailles \| 267 m \| \| \| \| Bahnstrecke Baccarat–Badonviller von Badonviller \| \| \| \| 409,5 \| Baccarat \| 276 m \| \| \| \| RN 59 \| \| \| \| 414,0 \| Bertrichamps \| 278 m \| \| \| 415,7 \| Meurthe (66 m) \| Meurthe (66 m) \| \| \| 416,4 \| Thiaville \| 284 m \| \| \| ~417,6 \| Meurthe-et-Moselle / Vosges \| Meurthe-et-Moselle / Vosges \| \| \| \| \| \| \| \| 418,7 \| Raon-l’Étape \| 292 m \| \| \| \| Bahnstrecke Raon-l’Étape–Raon-sur-Plaine nach Raon-l’Étape \| \| \| \| 419,4 \| Meurthe (60 m) \| Meurthe (60 m) \| \| \| \| RN 59 \| \| \| \| 422,3 \| Rabodeau (29 m) \| Rabodeau (29 m) \| \| \| \| Bahnstrecke Étival–Senones von Senones \| \| \| \| 424,1 \| Étival-Clairefontaine \| 302 m \| \| \| 425,4 \| Meurthe (59 m) \| Meurthe (59 m) \| \| \| 428,8 \| Saint-Michel-sur-Meurthe \| 315 m \| \| \| 434,4 \| RN 59 \| RN 59 \| \| \| 435,7 \| Saint-Dié-des-Vosges \| 343 m \| \| \| \| Bahnstrecke Arches–Saint-Dié von/nach Épinal \| \| \| \| \| Bahnstrecke Strasbourg–Saint-Dié nach Strasbourg \| \| |                      |                                                            |                                                            |
| |                      | Bahnstrecke Paris–Strasbourg                               | von Paris-Est                                              |
| Bahnhof · U-Bahn-Kopfbahnhof Streckenanfang | 385,2                | Lunéville                                                  | 230 m                                                      |
| Strecke geradeaus und nach links |                      | Bahnstrecke Lunéville–Blâmont–Badonviller nach Herbéviller | Bahnstrecke Lunéville–Blâmont–Badonviller nach Herbéviller |
| Abzweig geradeaus und nach links |                      | Bahnstrecke Paris–Strasbourg nach Strasbourg               | Bahnstrecke Paris–Strasbourg nach Strasbourg               |
| ehemaliger Haltepunkt / Haltestelle | 387,8                | Moncel-lès-Lunéville                                       | 237 m                                                      |
| Strecke mit Straßenbrücke | 389,3                | RN 333                                                     | RN 333                                                     |
| Haltepunkt / Haltestelle | 395,8                | Saint-Clément-Laronxe                                      | 251 m                                                      |
| Haltepunkt / Haltestelle | 398,1                | Chenevières                                                | 256 m                                                      |
| Haltepunkt / Haltestelle | 400,6                | Ménil-Flin                                                 | 259 m                                                      |
| Haltepunkt / Haltestelle | 403,7                | Azerailles                                                 | 267 m                                                      |
| Abzweig geradeaus und ehemals von links |                      | Bahnstrecke Baccarat–Badonviller von Badonviller           | Bahnstrecke Baccarat–Badonviller von Badonviller           |
| Bahnhof | 409,5                | Baccarat                                                   | 276 m                                                      |
| Strecke mit Straßenbrücke |                      | RN 59                                                      | RN 59                                                      |
| Haltepunkt / Haltestelle | 414,0                | Bertrichamps                                               | 278 m                                                      |
| Brücke über Wasserlauf | 415,7                | Meurthe (66 m)                                             | Meurthe (66 m)                                             |
| Haltepunkt / Haltestelle | 416,4                | Thiaville                                                  | 284 m                                                      |
| Grenze | ~417,6               | Meurthe-et-Moselle / Vosges                                | Meurthe-et-Moselle / Vosges                                |
| |                      |                                                            |                                                            |
| Bahnhof · U-Bahn-Kopfbahnhof Streckenanfang | 418,7                | Raon-l’Étape                                               | 292 m                                                      |
| Strecke geradeaus und nach links |                      | Bahnstrecke Raon-l’Étape–Raon-sur-Plaine nach Raon-l’Étape | Bahnstrecke Raon-l’Étape–Raon-sur-Plaine nach Raon-l’Étape |
| Brücke über Wasserlauf | 419,4                | Meurthe (60 m)                                             | Meurthe (60 m)                                             |
| Strecke mit Straßenbrücke |                      | RN 59                                                      | RN 59                                                      |
| Brücke über Wasserlauf | 422,3                | Rabodeau (29 m)                                            | Rabodeau (29 m)                                            |
| Abzweig geradeaus und ehemals von links |                      | Bahnstrecke Étival–Senones von Senones                     | Bahnstrecke Étival–Senones von Senones                     |
| Bahnhof | 424,1                | Étival-Clairefontaine                                      | 302 m                                                      |
| Brücke über Wasserlauf | 425,4                | Meurthe (59 m)                                             | Meurthe (59 m)                                             |
| Haltepunkt / Haltestelle | 428,8                | Saint-Michel-sur-Meurthe                                   | 315 m                                                      |
| Strecke mit Straßenbrücke | 434,4                | RN 59                                                      | RN 59                                                      |
| Bahnhof | 435,7                | Saint-Dié-des-Vosges                                       | 343 m                                                      |
| Abzweig geradeaus, nach rechts und ehemals von rechts |                      | Bahnstrecke Arches–Saint-Dié von/nach Épinal               | Bahnstrecke Arches–Saint-Dié von/nach Épinal               |
| Strecke |                      | Bahnstrecke Strasbourg–Saint-Dié nach Strasbourg           | Bahnstrecke Strasbourg–Saint-Dié nach Strasbourg           |

Die Bahnstrecke Lunéville–Saint-Dié ist eine knapp 50 km lange, elektrifizierte Nebenstrecke in Frankreich, die 1864 in Betrieb genommen wurde, heute im Inventar des SNCF Réseau ist und von TER Lorraine als Strecke 11 bedient wird. Die Kilometrierung wird von Paris-Est fortgesetzt.
Im Gegensatz zu vielen anderen Strecken der Region war sie weniger von strategischem Belang und wurde deshalb auch nie zweigleisig erweitert. Mit der Ankunft des TGV Est in Grand Est wurde sie elektrifiziert, damit täglich ein Zugpaar des TGV bis Saint-Dié geführt werden konnten.

## Geschichte

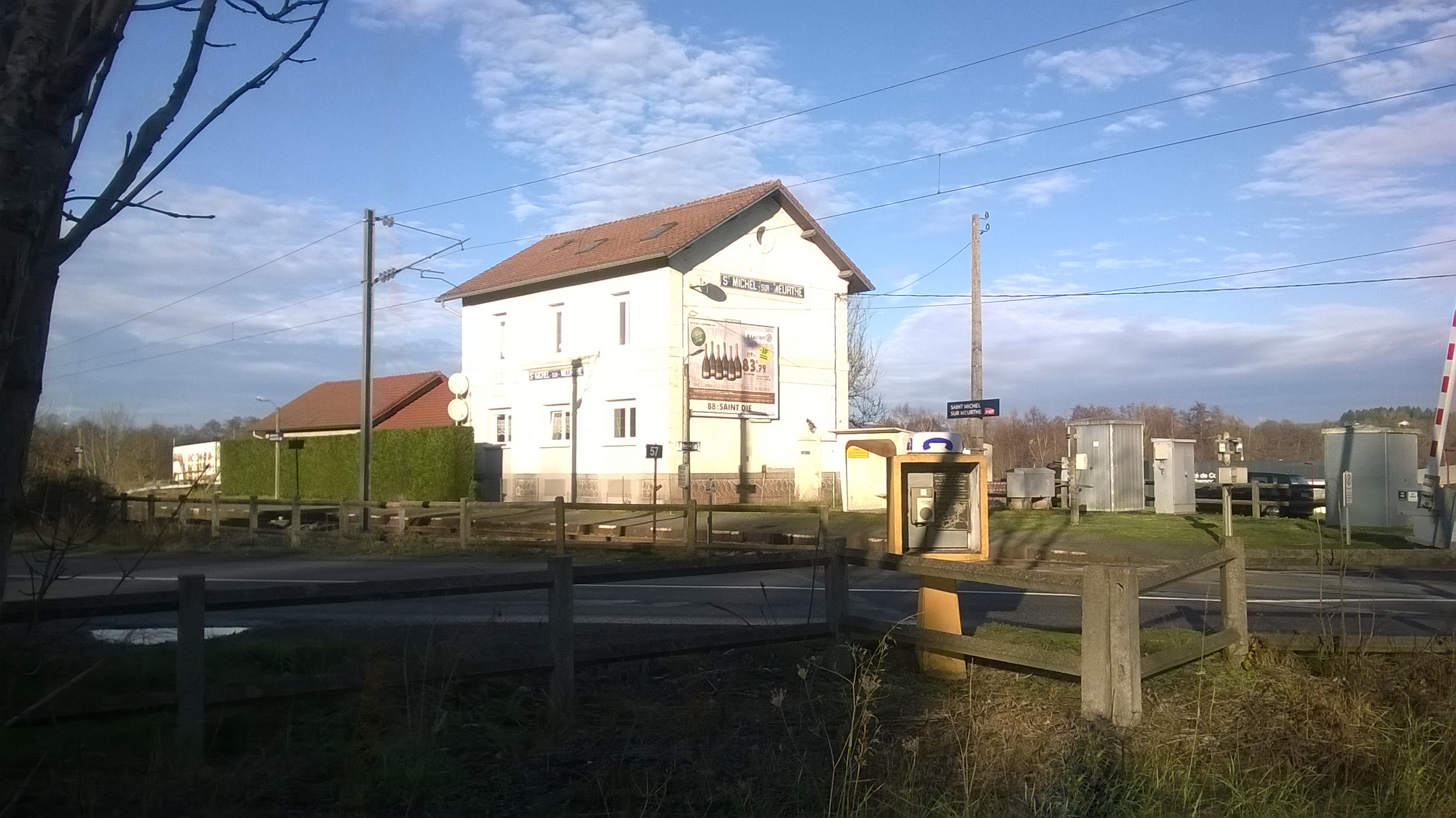
Bahnhof Saint-Michel-sur-Meurthe, 2015

Bereits in den 1850er Jahren gab es eine Initiative von Gemeinden in dieser Region, die den Anschluss an das nationale Eisenbahnnetz forderten. Sie wurden vom Präfekt von Bas-Rhin, Jean-Baptiste Migneret (1809–1894), protegiert. Trotz mehrerer Industrie-Konsortien, die alle nicht dieses Ziel erreichten, war es der Staat, der 1860 den Streckenbau mit einem kaiserlichen Dekret umsetzte. Die Baukosten wurden auf 9,9 Mio. Französische Franc veranschlagt und mit 5 Mio. subventioniert. Die Differenz sollte mit jährlich 0,7 Mio. Franc durch Konzessionen erwirtschaftet werden. Baubeginn war unverzüglich danach. Im Laufe des Jahres 1864 wurde die Strecke in zwei Etappen in Betrieb genommen, zu, 17. Mai von Lunéville bis Raon-l’Étape, am 15. November die ganze Strecke bis Saint-Dié.
1863 erhielten die zehn Jahre zuvor gegründete Chemins de fer de l’Est (EST) die Konzession für diese Strecke vom Staat zuerkannt. Sie betrieb die Stammstrecke Paris–Strasbourg in Lunéville und wird ab 1881 auch die südlich anschließende Bahnstrecke Arches–Saint-Dié führen, sie passte also sehr gut in den Bestand des Unternehmens. Während des Deutsch-Französischen Kriegs wurde die mit 66 m längste Brücke, die über die Meurthe, von der abziehenden Französischen Armee am 4. Oktober 1870 zerstört sowie 10 km Gleis entfernt, beide Störungen aber von deutscher Seite bis November 1871 wieder beseitigt.
Mit Gründung der SNCF ging die Strecke in den Besitz und die Verantwortung der Staatsbahn über, die diese weiterhin Betrieb. Im Winter 1995/96 wurde die Strecke mit 25 kV 50 Hz ~ elektrifiziert, 2003 die automatische Zugbeeinflussung BAPR und die neue Signalisation installiert, sodass sie heute auf dem aktuellen Stand der Technik ist.

## Beschreibung

### Topografie
Auf einer Länge von knapp 50 km in nordwestlich-südöstliche Richtung wird eine minimale, kontinuierliche Steigung zurückgelegt. Der Höhenunterschied zwischen Start- und Zielbahnhof beträgt 113 m, das einer durchschnittlichen Steigung von 4,4 ‰ entspricht. Außer der dreimaligen Querung der jungen Meurthe sowie von einem weiteren nennenswerten Bachlauf waren beim Bau der Strecke keine Hindernisse zu überwinden. Sie führt über ihre gesamte Länge sowohl parallel zur dem nördlichen Département namensgebenden Meurthe als auch zur RN 59, wechselt aber in ihrem Verlauf mehrfach deren Seiten.

### Netzwerk
Neben den bereits erwähnten Anschlüssen am Start- und Zielbahnhof gab es vier weitere Gleisanschlüsse:
- Die CE baute und betrieb seit 1881 die knapp 14 km lange Bahnstrecke Baccarat–Badonviller
- Die Chemin de fer du Rabodeau baute und betrieb ab 1885 die 9 km lange Bahnstrecke Étival–Senones nach Senones, die 97 Jahre lang Bestand hatte
- Die Gesellschaft Chemin de fer de la Vallée de Celles baute und betrieb ab 1902 die Bahnstrecke Raon-l’Étape–Raon-sur-Plaine (1902–1950)
- Am Bahnhofsvorplatz in Lunéville begannen zwei meterspurige Strecken:

- Die Bahnstrecke Lunéville–Einville nach Einville-au-Jard (1902–1943)
- Die Bahnstrecke Lunéville–Blâmont–Badonviller nach Herbéviller (1911–1943)